# Cymatopus spinosus
Cymatopus spinosus är en tvåvingeart som först beskrevs av Octave Parent 1934.  Cymatopus spinosus ingår i släktet Cymatopus och familjen styltflugor.
Artens utbredningsområde är Samoa. Inga underarter finns listade i Catalogue of Life.